# Kojen-Moos
Das Kojen-Moos, auch Kojenmoos genannt, ist ein Naturschutzgebiet in Riefensberg im österreichischen Bundesland Vorarlberg.

## Lage

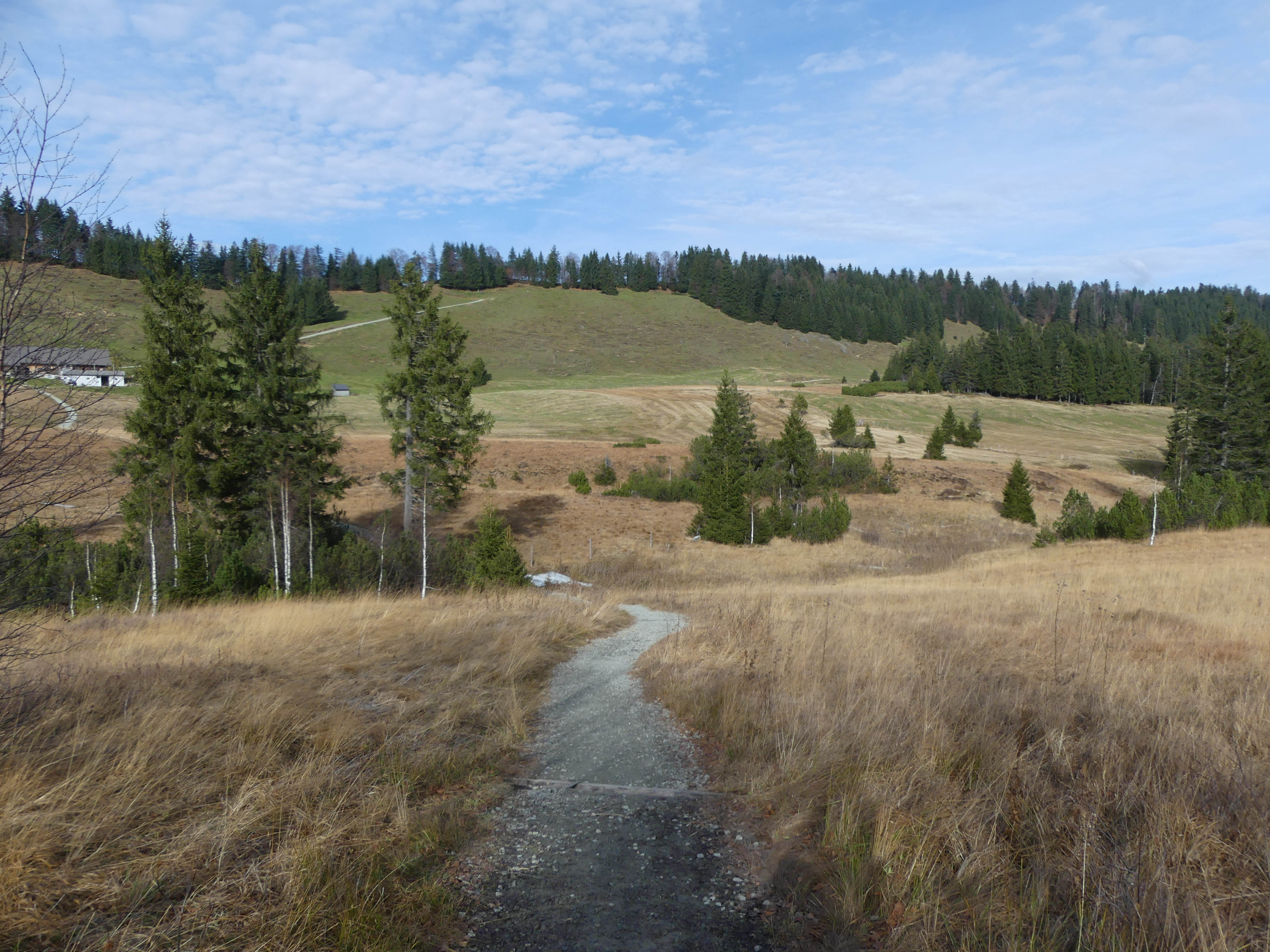

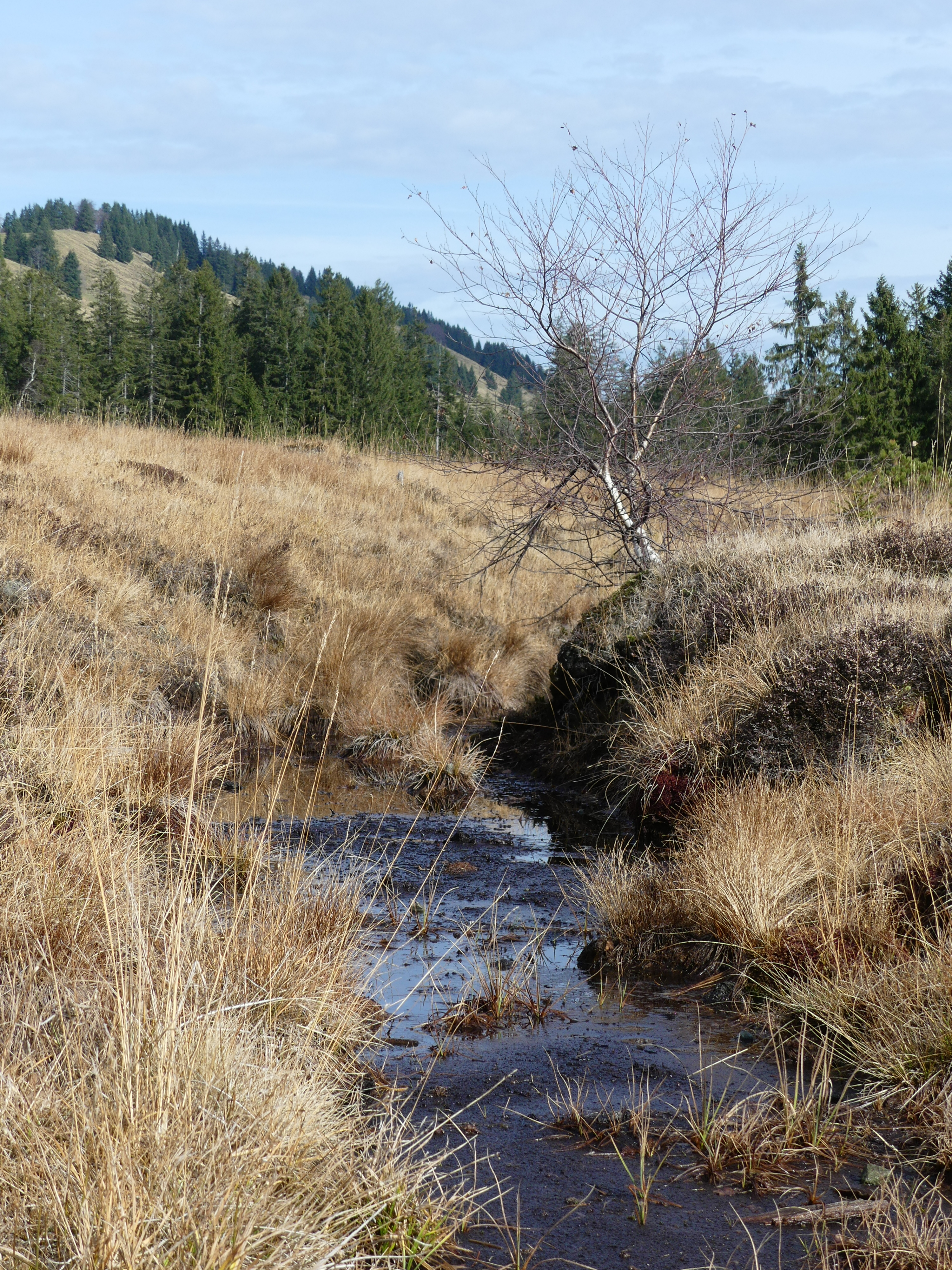
Bach im Kojen-Moos

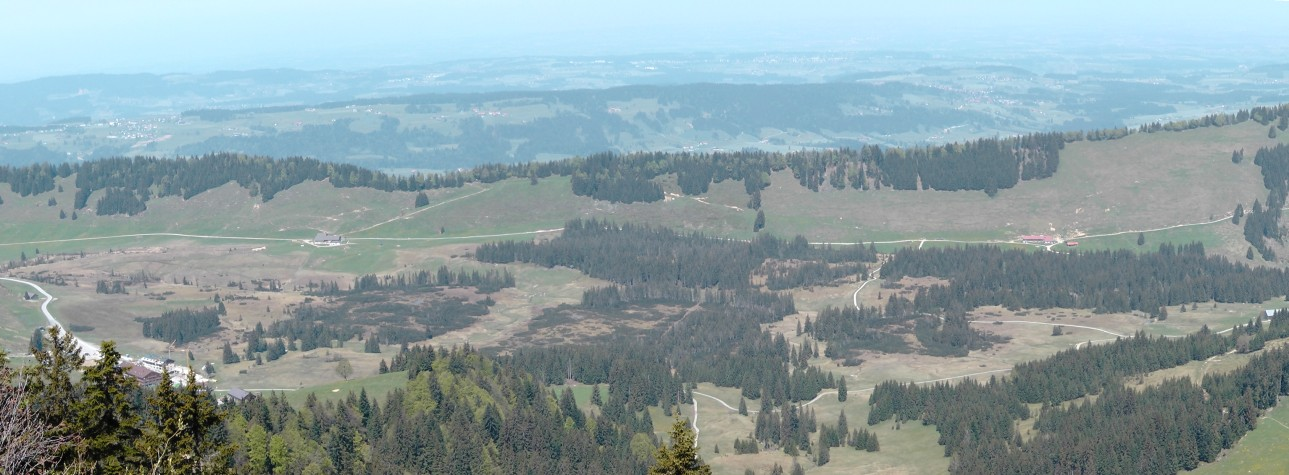
Kojen-Moos und Natura-2000-Gebiet Häderichmoore

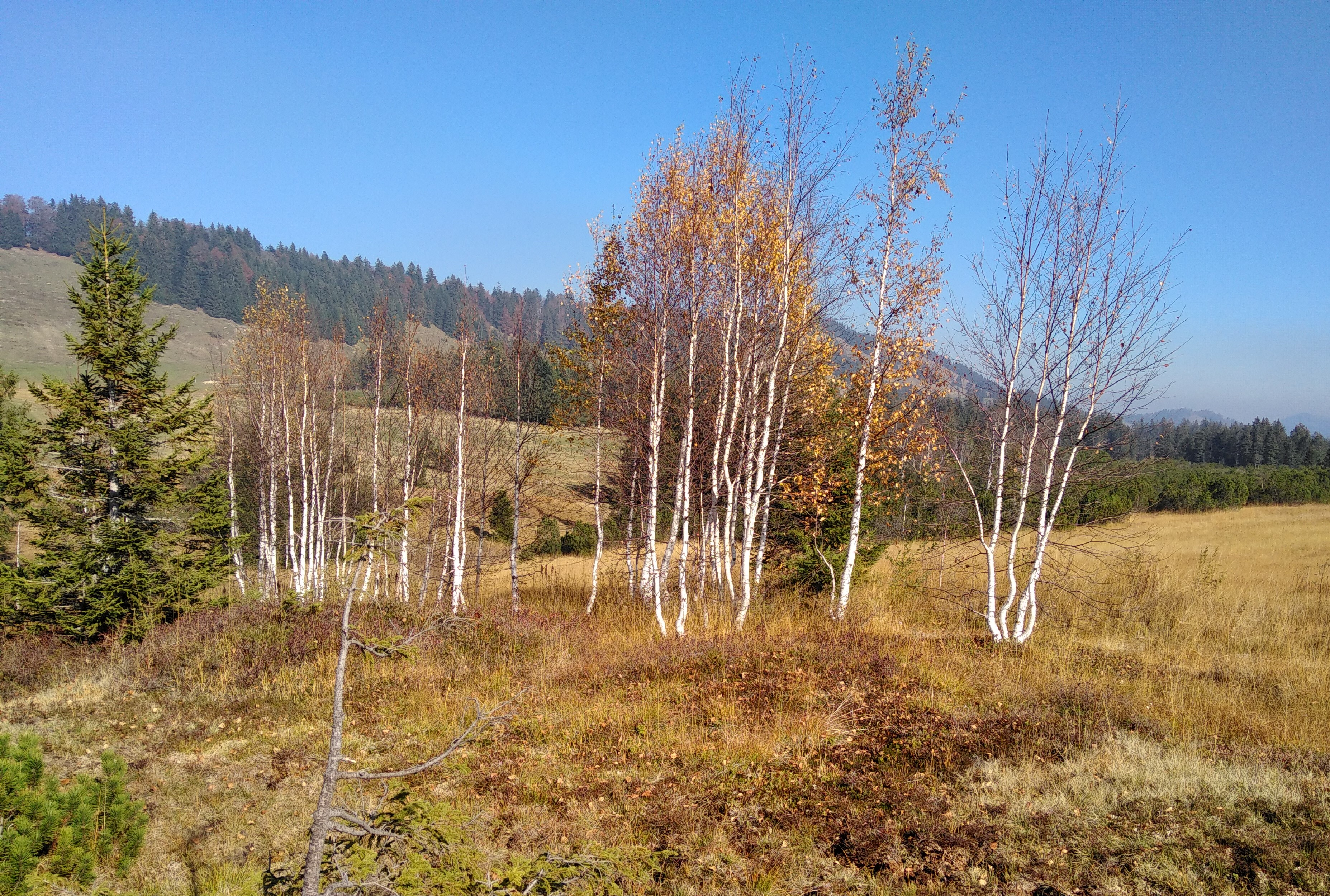
Blick vom Kojen-Moos in Österreich ins angrenzende deutsche Natura-2000-Gebiet Häderichmoore

Politisch liegt es im Südosten der Gemeinde Riefensberg im Vorderen Bregenzerwald, an der Grenze zu Oberstaufen (Ortschaft Steibis) im Allgäu.
Geographisch liegt das Kojen-Moos in den Allgäuer Nagelfluh-Schichtkämmen und damit in den Allgäuer Voralpen westlich der Iller, einer großen Untergruppe der Allgäuer Alpen. Es liegt in einer Mulde zwischen dem Kojen-Schichtkamm im Norden und der Hochgratkette im Süden. Südlich ist die Grenze beim Parkplatz des Schigebiets Hochhäderich. Die westliche Grenze liegt zwischen Kojenaple und Moosalpe. Die östliche Grenze ist die österreichisch/deutsche Staatsgrenze. Auf deutscher Seite grenzt das Natura-2000-Gebiet Häderichmoore an. Geographisch bilden die beiden Schutzgebiete eine Einheit. Entwässert wird das Hochmoor über den Lanzenbach Richtung Deutschland in die Weißach.
Naturschutzmäßig liegt es im grenzüberschreitenden Naturpark Nagelfluhkette. Im Naturpark gibt es noch mehrere andere besondere Schutzgebiete, unter anderem:
- Landschaftsschutzgebiet Hörnergruppe
- Landschaftsschutzgebiet Nagelfluhkette
- Landschaftsschutzgebiet Großer Alpsee
- Naturschutzgebiet Rossbad

## Landschaft

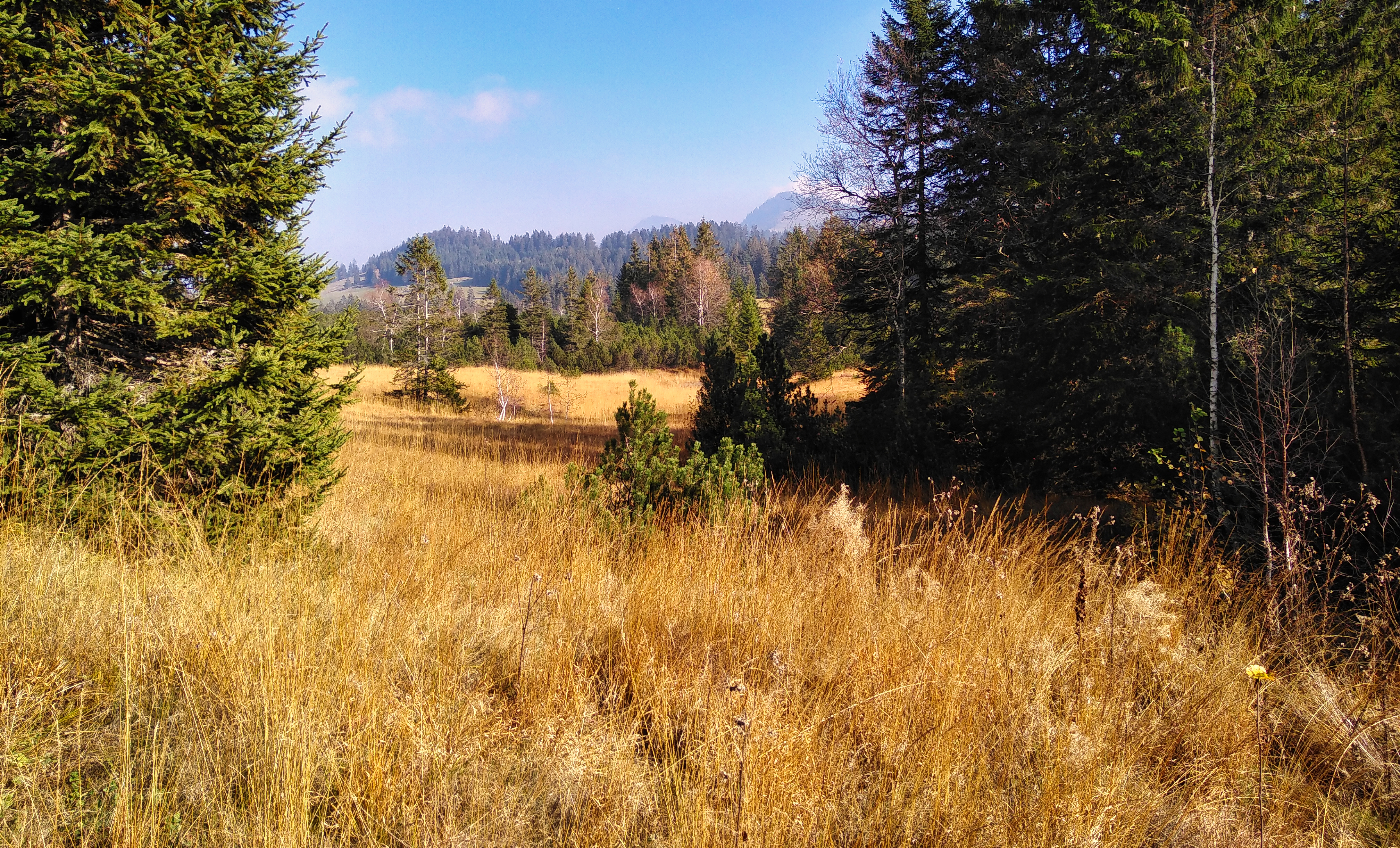
Kojen-Moos im Oktober

Landschaftlich ist das Kojen-Moos ein ausgedehnter Moorkomplex mit zwei großen relativ unberührten Latschenhochmooren. Kleine, mäandrierende Bäche entwässern die reichhaltige Naturlandschaft. Früher wurde am Westende Torf abgebaut. Insgesamt ist das Kojenmoos ein strukturreicher und extensiv genutzter Berglebensraum, wo vor allem die Natur den Raum gestaltet.

## Tiere
Hier leben viele seltene Tierarten, insbesondere hoch spezialisierte Insekten, die die Moore bewohnen. Die Hochmoor-Mosaikjungfer (Aeshna subarctica), eine sehr seltene Großlibelle wurde hier gefunden. Grasfrosch (Rana temporaria) und Bergmolch (Triturus alpestris) laichen in den Gewässern hier. Zahlreiche teils seltene Vögel brüten hier. Besonders erwähnenswert, der in Vorarlberg als ausgestorben gegoltene Wiesenpieper wurde 2013 hier entdeckt. Weitere Zug- und Brutvögel sind Ringdrossel, Birkenzeisig, Zitronengirlitz, Klappergrasmücke und Waldschnepfe.

## Pflanzen
Seltene, teils bedrohte Pflanzenarten wurden hier nachgewiesen: Berg-Arnika,  Moor-Birke, Davall-Segge, Bach-Kratzdistel, Mehl-Primel, Ohr-Weide, Kriech-Weide,  Alpen-Haarbinse, Trollblume, Gewöhnliche Moosbeere (Vaccinium oxycoccos), Sumpf-Baldrian und andere. Die Strick-Segge (Carex chordorrhiza) kommt in Vorarlberg nur hier vor.

## Verbote
Gesetzlich wurden folgende Handlungen in diesem Gebiet verboten:
- Anlagen wie Gebäude, Sport- und Freizeiteinrichtungen, Straßen und Wege, Ankündigungen und Werbeanlagen, Leitungen und Einfriedungen, zu errichten oder zu ändern; davon ausgenommen sind Wegmarkierungen oder Beschilderungen im Auftrag der Behörde oder der Naturparkverwaltung Nagelfluhkette;
- Torf abzubauen;
- Geländeveränderungen vorzunehmen, Bodenbestandteile wegzunehmen und Materialien zu lagern oder abzulagern;
- Eingriffe in die gewachsene Bodenstruktur vorzunehmen oder Maßnahmen durchzuführen, die den Wasserhaushalt oder die Wassergüte negativ beeinflussen können;
- nicht heimische oder nicht ortstypische Pflanzen durch Säen oder Anpflanzen einzubringen oder Aufforstungen durchzuführen;
- Pflanzen oder Pflanzenteile zu entfernen, ausgenommen Pflegemaßnahmen im Auftrag der Behörde;
- Abwässer einzuleiten;
- bestehende Wege im Schutzgebiet zu verlassen, ausgenommen für Verrichtungen in Ausübung des Grundeigentums und der Pacht;
- mit dem Fahrrad zu fahren;
- die geschützten Flächen außerhalb gespurter Loipen oder gekennzeichneter Winterwanderwege zu betreten oder zu befahren, ausgenommen für Verrichtungen in Ausübung des Grundeigentums und der Pacht;
- zu kampieren;
- ohne zwingenden Grund Störungen durch Lärm, Licht oder auf sonstige Weise zu erregen;
- Abfälle und Verunreinigungen zurückzulassen;
- Hunde im Schutzgebiet ohne Leine oder an einer Leine, die länger als zwei Meter ist, laufen zu lassen; davon ausgenommen sind Hunde von Landwirten im unmittelbaren Umfeld von landwirtschaftlichen Betrieben und Jagdhunde, soweit dies zur Ausübung der Jagd unmittelbar erforderlich ist;
- den Modellflugsport auszuüben oder das Gelände mit Luftfahrzeugen, Luftfahrtgeräten, Flugmodellen, oder unbemannten Luftfahrzeugen (z. B. Drohnen) in einer Höhe von weniger als 300 m zu überfliegen.[1]

Diese Gesetze werden oft nicht eingehalten, teilweise aus Unwissenheit.

## Freizeitmöglichkeiten
Ein Wanderweg quert das Naturschutzgebiet vom Parkplatz des Schigebiets zur Moosalpe. Radfahren ist da nicht erlaubt. Abseits des Weges ist Betretungsverbot.
Rund um das Naturschutzgebiet sind zahlreiche Wandermöglichkeiten. Im Winter sind auch Winterwanderwege und Loipen präpariert. Die Winterwanderwege führen bis nach Deutschland. Das Schigebiet Hochhäderich ist südlich des Schutzgebiets direkt angrenzend. Bei der Talstation ist ein Hotel.